# Rudbeckia grandiflora
Rudbeckia grandiflora là một loài thực vật có hoa trong họ Cúc. Loài này được (Sweet) DC. miêu tả khoa học đầu tiên năm 1836.